# Rembétiko
A rembétiko (gyakran többes számban: rembétika; görög betűkkel: ρεμπέτικο, illetve ρεμπέτικα) görög városi zene, a görög népzenei hagyományokon nyugszik, és a 20. században Athénben, Pireuszban és Szalonikiben kialakult szubkultúrákban fejlődött ki. A rembétiko dalok tele vannak keserűséggel, fájdalommal, szenvedéllyel és csalódással. Szokták az amerikai blues műfajához is hasonlítani. Fénykorát az 1930–1950-es évekre tehetjük.
A rembétiko legismertebb zeneszerzői: Márkosz Vamvakárisz, Mihálisz Jenícarisz és Vaszílisz Cicánisz.

A rembétiko legfontosabb dalai a következő csoportokba sorolhatók: Haszápikosz, Haszaposzérvikosz, Zeibékikosz, Karszilamász, Aptálikosz, Ciftetéli és Szirtosz. Sok rembétiko dalra táncolnak is.

## Eredete
A rembétiko Kis-Ázsiából ered, ahol a kávézók, a börtönök és az ópiumbarlangok zenéje volt. Különösen Szmirna zenészei voltak ismertek. A rembétikát kezdetben a csak a Pireuszban élő rembétesz és az 1922-es szmirnai és kisázsiai menekültek játszották. Később Görögország egyik legnépszerűbb zenei formájává vált. 

1932-ben készítették az első felvételeket, 1936-tól, a Metaxász-diktatúra alatt pedig tiltották, ugyanis a korai rembétiko témája sokszor volt a hasis. 1947-ben aztán Mánosz Hadzidákisz népszerűvé tette a műfajt, ekkor újra engedélyezték.
Ilíasz Petrópulosz (Ηλίας Πετρόπουλος), aki a rembétiko történészeinek élvonalába tartozik, a következő három korszakra osztja fel a stílus kialakulását és fejlődését:
- 1922–1932 – szmirnai gyökereiből kifejlődik a rembétiko,
- 1932–1942 – klasszikus korszak,
- 1942–1952 – a felfedezés, az elterjedés és az elfogadás időszaka.

## Hangszerek
A rembétiko legismertebb hangszere a buzuki, amely a lantra emlékeztet. Szintén szerepet kaphat a tamburin, a hegedű, a harmonika, a gitár, a tonbak, az ujjravaló cintányérok. Egyes régi felvételeken a rózsafüzérszerű gyöngysor pohárhoz koccantása is szerepet kap.

## Rembétiko dalciklus – Míkisz Theodorákisz zenéje Jánisz Rícosz szövegére
„A rembétiko egy forradalmi szöveg hordozójává válik. A Sirató, amit  Bithikócisz énekel, a népi lélekkel együtt rezegve egyszerre jelképezi az 1936-os sztrájkolókat, az 1941-ben éhen haltakat, az 1944 megölteket és az 1948-ban elüldözötteket.”

## Rembetiko(film)
Ez az 1983-ban készült film a műfaj megszületését, virágzását és tetszhalálát az ismert rembétiko énekesnő, Maríka Nínu életének bemutatásával. A filmet Kósztasz Férisz rendezte, és 1984-ben Berlinben az (Ezüst Medve díj a legjobb rendezőnek) kitüntetést kapta.

## Híres előadók és szerzők
- Ríta Ambadzí (Ρίτα Αμπατζή)
- Grigorisz Aszikisz
- Apósztolosz Hadzihrísztosz (Απόστολος Χατζηχρήστος)
- Manolisz Hriszafakisz
- Ána Hriszáfi (Άννα Χρυσάφη)
- Jórgosz Bátisz (Γιώργος Μπάτης)
- Szotiría Bélu (Σωτηρία Μπέλλου)
- Lukasz Dalarasz
- Róza Eszkenázi (Ρόζα Εσκενάζυ)
- Mihálisz Jenícarisz (Μιχάλης Γενίτσαρης)
- Bámbisz Golész (Μπάμπης Γκολές)
- Dimítrisz Góngosz (Bajandérasz) (Δημήτρης Γκόγκος Μπαγιαντέρας)
- Níkosz Mátheszisz(Νίκος Μάθεσης; epitetonja: ο θρυλικός Τρελάκιας, o thrilikósz Trelákiasz)
- Maríka Nínu (Μαρίκα Νίνου)
- Maríka Papangíka (Μαρίκα Παπαγκίκα)
- Jánisz Papaioánu (Γιάννης Παπαϊωάννου)
- Vangélisz Papázoglu (Βαγγέλης Παπάζογλου)
- Sztrátosz Pajumdzísz (Στράτος Παγιουμτζής)
- Sztéliosz Perpiniádisz (Στέλιος Περπινιάδης)
- Kósztasz Rúkunasz (Κώστας Ρούκουνας)
- Kósztasz Szkarvélisz (Κώστας Σκαρβέλης)
- Jován Caúsz (Γιοβάν Τσαούς)
- Prodromosz Causzakisz
- Vaszílisz Cicánisz (Βασίλης Τσιτσάνης)
- Márkosz Vamvakárisz (Μάρκος Βαμβακάρης)
- Eléni Vitáli (Ελένη Βιτάλη)
- Glikería (Γλυκερία)
- Harúla Alexíu (Χαρούλα Αλεξίου)

## Albumok, CD-k
- "To Cafe Aman tou Ferri live" és
- "The HISTORY Of Rembetiko Music", Homer to Vamvakaris, a rembétiko zene története angol nyelven https://web.archive.org/web/20070509133559/http://www.victorymedia.org/
- "Rembetika – Manges Passion Drugs Jail Desease Death / Songs of the Greek Underground 1925-1947",  Trikont
- "Michalis Jenitsaris – Saltadores",  Trikont
- "To rebetiko tragoudi stin Ameriki",  FM Records 5201364706286, Kísérőkönyv: Kounades , Panagiotis, ed. 1993 "Booklet for the CD 1945-1960"

## Hallgassuk meg
MP3 fájlok:
- Zembekiko (Ζεϊμπέκικο: Zeibékiko – „Zeybek-tánc”)
- Diazigio (Διαζύγιο: Diazíjo – „Elválás”)
- Ta Matoklada Sou Lampoun (Τα ματόκλαδα σου λάμπουν: Ta matóklada szu lámbun – „A szempilláid ragyognak”)
- Ta Paidia Tis Amynas (Τα παιδιά της άμυνας: Ta pediá tisz áminasz – „A sereg fiai”)
- Saltadoros (Ο σαλταδόρος: O szaltadórosz)
- Otan Kapnizi O Loulas (Όταν καπνίζει ο λουλάς: Ótan kapnízi o lulász – „Mikor a vízipipa füstölög”)
- Na Pame Ya Ti Boula (Να πάμε για τη Βούλα: Na páme ja ti Vúla – „Vúlába menni” [?])
- Pino Ke Metho  (Πίνω και μεθώ: Píno ke métho – „Iszom és lerészegedem”)
- Pente Manges Ston Pirea (Πέντε μάγκες στον Περαία: Pende mángesz szton Peréa – „Öt huligán[3] Peréában”)
- Ma Einai ke Theos (Μα είναι και θεός: Ma íne ke theósz – „De van Isten is”)

## Rembétiko felvételek listája
- Se Xrono Rebetiko Kai Laiko (Audio fájl) Görög rádió hetiműsor
- Rembetika and Greek Popular Music Matt Barrett cikke angol nyelven
- Rebetiko On-line Rövid bevezető görögül és angolul, fotók, napi 24 órán keresztül rembétiko hallható
- A Rembetiko film ismertetése az Internet Movie Database-ben.
- Filmvilág folyóirat 1989/09 54. old. Tamás Amaryllis a Rembetiko filmről
- egy rembétiko baráti kör
- Míkisz Theodorákisz német nyelvű honlapja